# Juradó
Pour les articles homonymes, voir Jurado.
Juradó est une municipalité située dans le département de Chocó, en Colombie.
Entièrement située sur le rivage de l'océan Pacifique, plus précisément sur le golfe de Panama, Juradó fait partie des quatre municipalités qui ont une frontière commune avec le Panama avec Acandí, Unguía et Riosucio, toutes situées dans le département du Chocó. Elle est celle qui partage la plus petite frontière avec ce petit pays d'Amérique centrale. Mais la municipalité de Juradó, comme les trois autres municipalités, n'a pas de poste-frontière avec le Panama, ni de liaison routière ou ferroviaire en raison de la très forte insécurité entre la frontière entre ces deux pays.